# Ferneamde Friezen
De Ferneamdste Fries is de titel van de persoon die uit een lijst van tachtig bekende Friezen de meeste stemmen kreeg toebedeeld. Na de finale in het Stadhouderlijk Hof in Leeuwarden op 10 december 2004 werd de Oudfriese koning Radboud uitgeroepen tot Ferneamdste Fries. 
De zoektocht naar de grootste Fries begon in mei 2004 en was een actie rond de jubilerende Friese studentenvereniging FFJ Bernlef, die in dat jaar haar zestiende lustrum vierde. Het idee was geïnspireerd op de verkiezing van De grootste Nederlander, eveneens in 2004.

## Uitslag

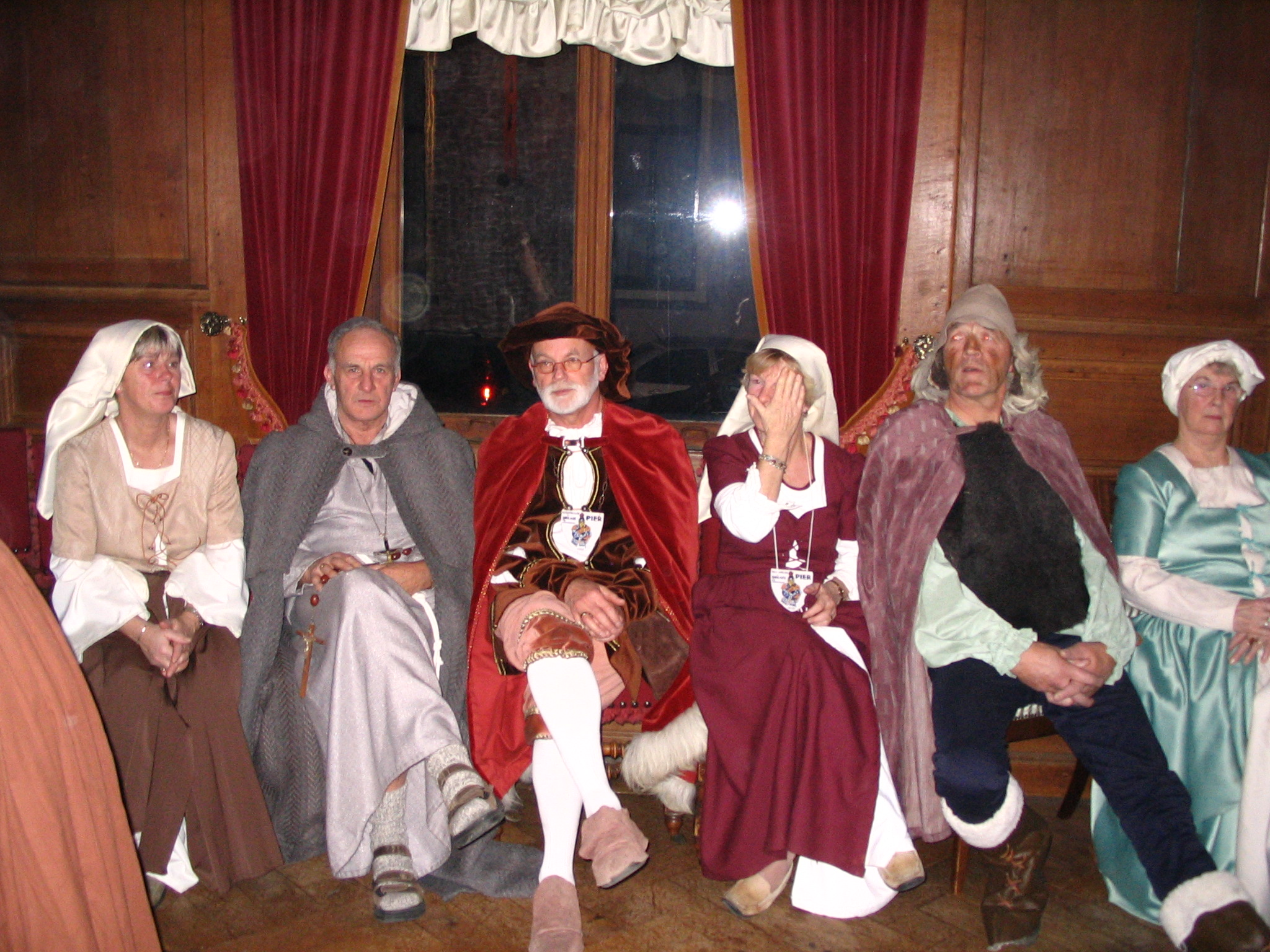
Leden van het Reuzengilde "Greate Pier Fan Wunseradiel"

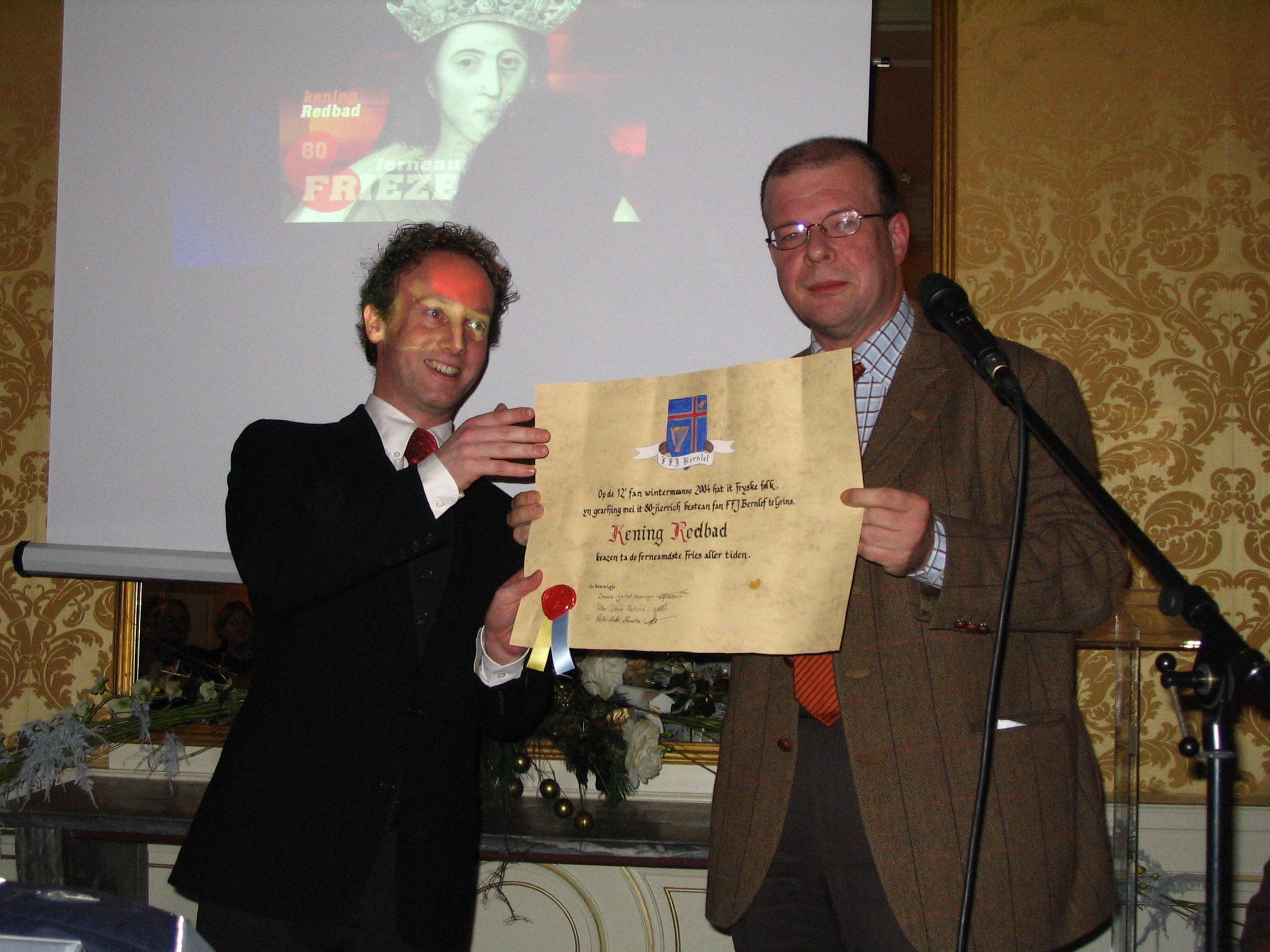
Uitreiking oorkonde aan 'Redbadambassadeur' Henk Wolf door Tom van Mourik

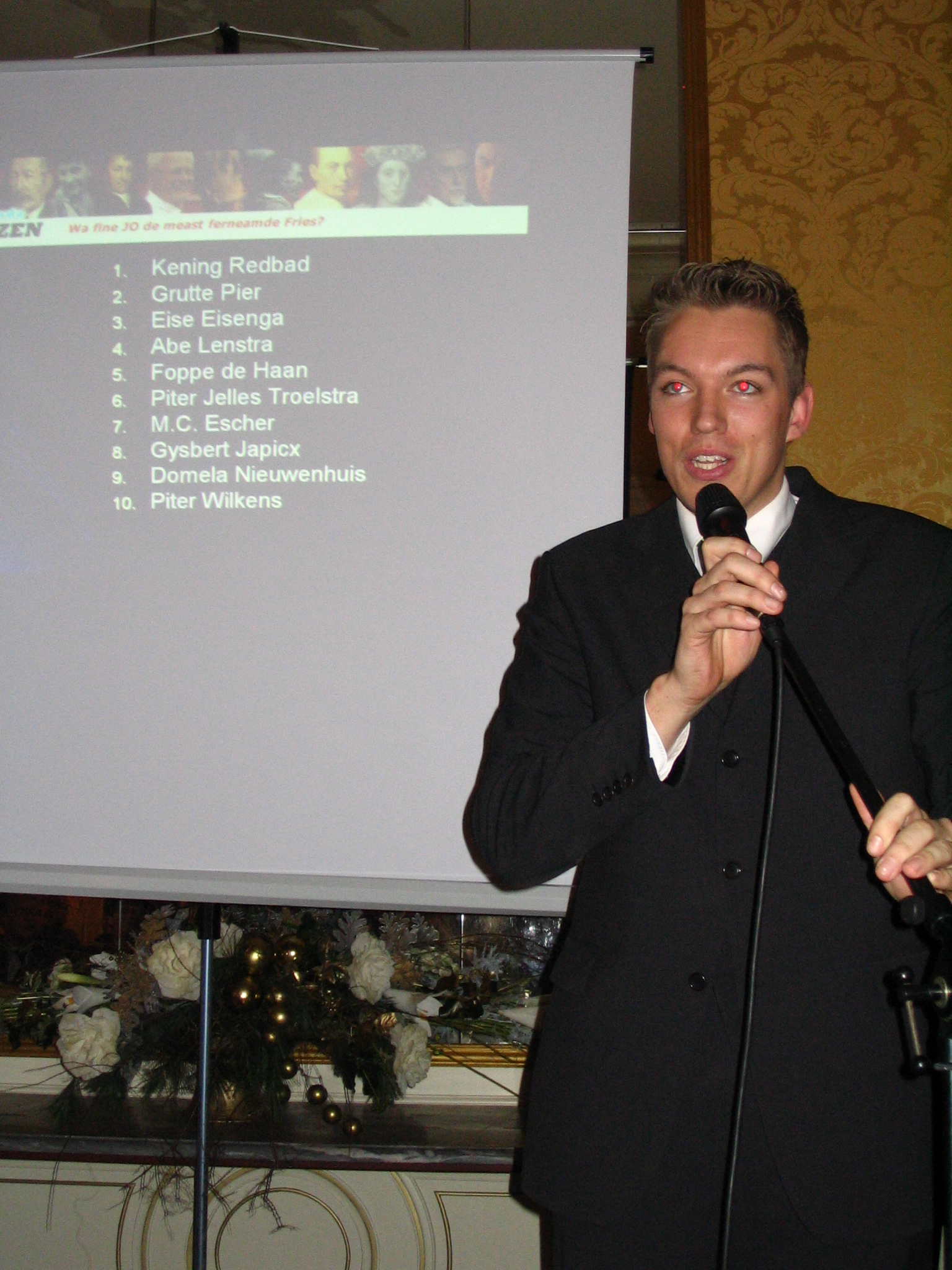
Bernlefvoorzitter Douwe Gerlof Heeringa staat stil bij het 80-jarige jubileum

1. Koning Radboud
2. Grutte Pier
3. Eise Eisinga
4. Abe Lenstra
5. Pieter Jelles Troelstra
6. Domela Nieuwenhuis
7. Foppe de Haan
8. Gysbert Japicx
9. M.C. Escher
10. Piter Wilkens

## Verkiezing
De verkiezing begon nadat er openlijk suggesties konden worden gedaan, bij de studentenvereniging. Het daadwerkelijke stemmen begon vanaf september datzelfde jaar, nadat er een lijst met 80 Friezen op internet werd gepubliceerd. Een maand voor de finale werden in een televisieprogramma van Omrop Fryslân de laatste tien kandidaten bekendgemaakt.

## Commotie
Radboud won met 900 van de 3500 stemmen. Er ontstond rumoer nadat bekend werd dat er op een website een link had gestaan die het bezoekers vergemakkelijkte om op de koning te stemmen. De uitslag is desondanks niet gewijzigd. 